# Episodi di Summer Camp Island - Il campeggio fantastico (sesta stagione)
La sesta stagione della serie animata Summer Camp Island - Il campeggio fantastico è stata trasmessa negli Stati Uniti, da Cartoon Network, dal 31 luglio all'11 agosto 2023.
In Italia è stata trasmessa dal 6 agosto 2022 su Cartoon Network.
| nº | Titolo originale         | Titolo italiano          | Prima TV USA   | Prima TV Italia |
| -- | ------------------------ | ------------------------ | -------------- | --------------- |
| 1  | The Legs                 | Le gambe                 | 31 luglio 2023 | 6 agosto 2022   |
| 2  | If I Only Had a Wand     | Un mondo senza magia     | 31 luglio 2023 | 6 agosto 2022   |
| 3  | See Bees? Gee! Bees!     | Il fior di Luna          | 1° agosto 2023 | 7 agosto 2022   |
| 4  | Pepper's Funeral         | Un futuro da dimenticare | 1° agosto 2023 | 7 agosto 2022   |
| 5  | The Hits                 | Il salone di Oscar       | 2 agosto 2023  |                 |
| 6  | Miracle Rabbit           | Il Miraconiglio          | 2 agosto 2023  |                 |
| 7  | The Three Grrs           | I tre Grrr               | 3 agosto 2023  |                 |
| 8  | Go Get Our Girls         | C come congrega          | 3 agosto 2023  |                 |
| 9  | Storybook Susie          | La storia di Mildred     | 4 agosto 2023  |                 |
| 10 | The Last Witch           | L'ultima strega          | 4 agosto 2023  |                 |
| 11 | The Metaphysical Reserve | La riserva metafisica    | 7 agosto 2023  |                 |
| 12 | Night's Pockets          | Le tasche della notte    | 7 agosto 2023  |                 |
| 13 | Jar Guard                | La guardia dei barattoli | 8 agosto 2023  |                 |
| 14 | Bear With Me             | Mildred sull'isola       | 8 agosto 2023  |                 |
| 15 | Croissant Moon           | La Luna Croissant        | 9 agosto 2023  |                 |
| 16 | Retrace Our Hooves       | Ritorno alla realtà      | 9 agosto 2023  |                 |
| 17 | Meeting of the Mounds    | Una visita inaspettata   | 10 agosto 2023 |                 |
| 18 | Swellington Boots        | Gli stivali incastrati   | 10 agosto 2023 |                 |
| 19 | Weather Your Weather     | Torna al tuo tornado     | 11 agosto 2023 |                 |
| 20 | It Takes Time            | Il ritorno della magia   | 11 agosto 2023 |                 |